# 8717 Richviktorov
8717 Richviktorov eller 1995 SN29 är en asteroid i huvudbältet som upptäcktes den 26 september 1995 av den ryska astronomen Timur V. Krjačko vid Engelhardt-observatoriet. Den är uppkallad efter regissören Richard Viktorov.
Asteroiden har en diameter på ungefär 12 kilometer och den tillhör asteroidgruppen Themis.